# جوزيف بيل (لاعب اتحاد الرغبي)
جوزيف بيل (بالإنجليزية: Joseph Bell)‏ هو لاعب اتحاد الرغبي نيوزيلندي، ولد في 15 سبتمبر 1899 في إنفركارجل في نيوزيلندا، وتوفي في 7 مايو 1963.